# Caris LeVert
Caris Coleman LeVert (ur. 25 sierpnia 1994 w Columbus) – amerykański koszykarz, występujący na pozycji rzucającego obrońcy, aktualnie zawodnik Cleveland Cavaliers.
16 stycznia 2021 trafił w wyniku wymiany do Indiana Pacers. 7 lutego 2022 został wytransferowany Cleveland Cavaliers.

## Osiągnięcia
Stan na 8 lutego 2022, na podstawie, o ile nie zaznaczono inaczej.
NCAA
- Wicemistrz NCAA (2013)
- Uczestnik:
  - rozgrywek Elite Eight turnieju NCAA (2013, 2014)
  - turnieju NCAA (2012–2016)
- Mistrz sezonu regularnego konferencji Big 10 (2014)
- Laureat nagród:
  - U-M's Rudy Tomjanovich Most Improved Player (2014)
  - U-M's Steve Grote Hustle Award (2014)
  - Big Ten Sportsmanship Award (2016)
- Zaliczony do:
  - I składu turnieju Legends Classic (2015)
  - II składu Big Ten (2014)